# شب‌زی بزرگ
شب‌زی بزرگ یا پوتو بزرگ (انگلیسی: Great potoo) یا (Nyctibius grandis) بزرگ‌ترین گونه پوتو است که به‌طور گسترده در آمریکای مرکزی و جنوبی پراکنده‌است. این گونه بسیار شبیه جغدها شبگرد است. حشرات بزرگ و مهره‌داران کوچک را شکار می‌کند که آنها را در بخش‌های بلند از سکوهای بلند شکار می‌کند.
احتمالاً شناخته‌شده‌ترین ویژگی این پرنده غرغر ناله‌مانند بی‌نظیر آن است که پوتوی بزرگ در طول شب آن را صدا می‌کند و با سر و صداهای شبانهٔ خود فضایی ناآرام در نوگرمسیری ایجاد می‌کند.
شب‌زی بزرگ نسبت به بدنش سر بزرگی دارد. چشم‌ها نیز بسیار بزرگ با عنبیه قهوه‌ای تا زرد هستند و دارای منقاری کوتاه ولی پهن است. بال‌های آنها بیضی شکل و دم کشیده‌ای دارند. رنگ پرها با سفید، خاکستری، مشکی و شرابی متفاوت است. رنگ‌های دم با دیگر بخش‌های بدن آن مطابقت دارند، به استثنای نوارهای سفیدی که می‌توان آن‌ها را در عرض دم دید.